# Ateucheta zatesima
Ateucheta zatesima är en fjärilsart som beskrevs av George Francis Hampson 1914. Ateucheta zatesima ingår i släktet Ateucheta och familjen björnspinnare. Inga underarter finns listade i Catalogue of Life.